# ZH-29
ZH-29 là loại súng trường bán tự động được phát triển bởi Václav Holek tại nhà máy sản xuất vũ khí Ceska Zbroevka ở Tiệp Khắc vào những năm 1920. Loại súng này được phát triển theo đơn đặt hàng của Trung Hoa Dân Quốc. Đến những năm 1930 thì một mẫu sử dụng đạn 7×51mm đã được thử nghiệm tại Hoa Kỳ để so sánh với súng trường Pedersen và Garand nhưng thấy là không đạt yêu cầu. Nó cũng được yêu cầu phát triển các mẫu để sử dụng các loại đạn khác như 7×57mm Mauser và 7.62×63mm. ZH-29 được sản xuất một cách giới hạn từ năm 1929 đến năm 1938. Việc sản xuất loại súng này hoàn toàn bị ngừng lại và không được tiếp tục khi Đức Quốc xã chiếm được Tiệp Khắc. Súng được làm khá tinh xảo nhưng lại khá đắt và khá nhạy cảm với các môi trường khắc nghiệt.

## Thiết kế
ZH-29 sử dụng cơ chế nạp đạn bằng khí nén và sử dụng hộp đạn để nạp đạn. Súng làm mát bằng không khí và để tăng khả năng tản nhiệt nòng súng được gắn một bộ phận bằng nhôm khắc rãnh nó sẽ hoạt động giống như một hệ thống gom và tản nhiệt. Ống trích khí nằm phía dưới nòng súng và được lớp ốp lót tay bao bọc. Nút khóa an toàn nằm phía bên phải súng phía trên vòng bảo vệ cò súng. Thoi nạp đạn sẽ chèn nghiên chống vào một khe phía bên trái trong thân súng để khóa cố định.
Hệ thống nhắm cơ bản của súng là điểm ruồi. Hộp đạn rời của súng có thể chứa 5, 10 đến 15 viên. Thoi nạp đạn sẽ được giữ ở phía sau nếu hộp đạn không còn đạn. Sau khi nạp đạn dù bằng cách thay hộp đạn mới hay nạp trực tiếp vào hộp đạn đang gắn sẵn bằng kẹp thì chỉ việc bóp cò để thoi nạp đạn trở về chỗ cũ và bóp tiếp lần thứ hai để khai hỏa.